# Ollie (певец)
О́ливер Мазурча́к (эст. Oliver Mazurtšak, 26 августа 1993), более известный как Ollie — эстонский певец, автор песен и продюсер.
2 ноября 2022 года было объявлено, что он примет участие в национальном конкурсе «Eesti Laul 2023» с песней «Venom» («Яд»). Он участвовал в первом полуфинале и прошёл в финал, где занял второе место. Он участвовал в первом полуфинале и прошёл квалификацию  финал. В финале он прошёл квалификацию в суперфинал и в итоге занял второе место после Алики.
6 ноября 2023 года он был объявлен одним из полуфиналистов «Eesti Laul 2024» с песней "My Friend" ("Мой друг"). Он квалифицировался в финал в первом раунде полуфинала. В финале он занял второе место, уступив 5MIINUST x Puuluup.

## Дискография
Синглы
- 2015 — Bonfire (featuring Уку Сувисте)
- 2016 — Like This (featuring Марилиис Йыгева)
- 2022 — Let It Burn
- 2022 — Fake
- 2022 — Venom
- 2023 — Death Row (featuring Bedwetters)
- 2023 — My Friend
- 2024 — Heartless